# The Howling (EP)
The Howling è l'EP in edizione limitata della band olandese Within Temptation, pubblicato il 1º maggio 2007 solo negli USA.
Il CD è stato pubblicato insieme al singolo Frozen, anche se tuttavia lo stesso The Howling è considerato più come un singolo estratto dall'album The Heart of Everything piuttosto che come un EP.

## Il video
Nel 2005 i Within Temptation vengono invitati a collaborare con gli sviluppatori del MMORPG fantasy The Chronicles of Spellborn. In occasione di questa collaborazione la band ha scritto il brano The Howling che è stato scelto come colonna sonora del videogioco.
Inoltre è stato pubblicato sul web un video promozionale per The Chronicles of Spellborn, comprendente l'intera colonna sonora e la stessa cantante Sharon den Adel tra le sequenze.
Dopo la pubblicazione del nuovo EP però, è stato registrato un nuovo videoclip interamente dedicato al brano, ove scenari di luoghi luminosi ed armoniosi fanno contrasto ad altri oscuri e decadenti.

## Tracce
1. The Howling – 5:32
2. Stand My Ground – 4:26
3. Angels – 4:00
4. Jillian (I'd Give My Heart) – 4:46
5. Memories – 3:51

### Video
1. What Have You Done (UK Version)

## Formazione
- Sharon den Adel – voce
- Robert Westerholt – chitarra
- Martijn Spierenburg – tastiere
- Jeroen van Veen – basso
- Ruud Jolie – chitarra
- Stephen van Haestregt – batteria